# Donja Rijeka (Bośnia i Hercegowina)
Donja Rijeka (cyr. Доња Ријека) – wieś w Bośni i Hercegowinie, w Republice Serbskiej, w gminie Rudo. W 2013 roku liczyła 190 mieszkańców.